# بيتر ستانلي
بيتر ستانلي (بالإنجليزية: Peter Stanley)‏ هو مؤرخ ومؤرخ عسكري أسترالي، ولد في 28 أكتوبر 1956 في ليفربول في المملكة المتحدة.